# Athlon 64
Athlon 64 é o microprocessador de oitava geração (conhecida como Hammer ou K8) da AMD, tendo sido lançado em 23 de setembro de 2003. Introduziu o processamento de 64 bits para computadores de mesa, mantendo compatibilidade com programas (softwares) x86 de 32 bits. Uma outra característica importante e inovadora é a controladora de memória integrada no processador.

## Caractéristicas

A arquitetura K8

O Athlon 64 foi o primeiro microprocessador para computadores de mesa (desktops) a utilizar as instruções x86-64 (a AMD mais tarde trocou o nome da arquitetura para AMD64; a Intel usa a expressão EM64T). Uma característica importante e inovadora é a controladora de memória integrada no processador.
- Possui 16 registradores de propósito geral (GPR) de 64 bits. Pode acessar até 1 TB de memória física e 256 TB de memória virtual;
- Suporta instruções 3DNow!, MMX, SSE, SSE2 e SSE3 (esta última apenas nos modelos mais novos);
- Tecnologia EVP (Enhanced Vírus Protection), também conhecida como “NX Bit Disable”;
- Tecnologia Cool’n’Quiet.
- 64 KB de cache L1 de instruções e 64 KB de cache L1 de dados;
- 512 KB ou 1 MB de cache L2;
- Tecnologia de 130 nm, 90nm ou 65nm;
- Soquetes 754, 939 ou AM2;
- HT800 ou HT1000 ( HyperTransport ).

### Soquetes
- Soquete 754: Usado pelas primeiras versões de Athlon 64. Seu controlador de memória usa somente um canal (single channel), o que significa que o processador acessa a memória a 64 bits.
- Soquete 939: Sucessor do soquete 754, seu controlador de memória usa dois canais (dual channel), o que significa que o processador acessa a memória a 128 bits, se dois módulos de memória forem usados nos soquetes apropriados na placa mãe para tal função funcionar.
- Soquete AM2: O controlador de memória integrado suporta memórias DDR2-533, DDR2-667 e DDR2-800 na configuração de dois canais (dual channel), o que significa que o processador acessa a memória a 128 bits, se dois módulos forem usados. Isso significa mais velocidade em menos tempo e ao mesmo tempo menor consumo de energia.

## Modelos de Athlon 64 Soquete 754 (HT800)

### Clawhammer
| Modelo          | Freqüência | Cache L2 | TDP | Tecnologia | SSE3 |
| --------------- | ---------- | -------- | --- | ---------- | ---- |
| Athlon 64 2800+ | 1800 MHz   | 512 KiB  | 89W | 130nm      | Não  |
| Athlon 64 3000+ | 2000 MHz   | 512 KiB  | 89W | 130nm      | Não  |
| Athlon 64 3200+ | 2000 MHz   | 1 MiB    | 89W | 130nm      | Não  |
| Athlon 64 3400+ | 2200 MHz   | 1 MiB    | 89W | 130nm      | Não  |
| Athlon 64 3700+ | 2400 MHz   | 1 MiB    | 89W | 130nm      | Não  |

### Newcastle
| Modelo          | Freqüência | Cache L2 | TDP | Tecnologia | SSE3 |
| --------------- | ---------- | -------- | --- | ---------- | ---- |
| Athlon 64 2800+ | 1800 MHz   | 512 KiB  | 89W | 130nm      | Não  |
| Athlon 64 3000+ | 2000 MHz   | 512 KiB  | 89W | 130nm      | Não  |
| Athlon 64 3200+ | 2200 MHz   | 512 KiB  | 89W | 130nm      | Não  |
| Athlon 64 3400+ | 2400 MHz   | 512 KiB  | 89W | 130nm      | Não  |

### Venice
| Modelo          | Freqüência | Cache L2 | TDP | Tecnologia | SSE3 |
| --------------- | ---------- | -------- | --- | ---------- | ---- |
| Athlon 64 3000+ | 2000 MHz   | 512 KiB  | 59W | 90nm       | Sim  |
| Athlon 64 3200+ | 2200 MHz   | 512 KiB  | 59W | 90nm       | Sim  |
| Athlon 64 3400+ | 2400 MHz   | 512 KiB  | 59W | 90nm       | Sim  |

## Modelos Athlon 64 Soquete 939 (HT1000

### Clawhammer
| Modelo          | Freqüência | Cache L2 | TDP | Tecnologia | SSE3 |
| --------------- | ---------- | -------- | --- | ---------- | ---- |
| Athlon 64 4000+ | 2400 MHz   | 1 MiB    | 89W | 130nm      | Não  |

### Newcastle
| Modelo          | Freqüência | Cache L2 | TDP | Tecnologia | SSE3 |
| --------------- | ---------- | -------- | --- | ---------- | ---- |
| Athlon 64 3000+ | 1800 MHz   | 512 KiB  | 89W | 130nm      | Não  |
| Athlon 64 3200+ | 2000 MHz   | 512 KiB  | 89W | 130nm      | Não  |
| Athlon 64 3500+ | 2200 MHz   | 512 KiB  | 89W | 130nm      | Não  |
| Athlon 64 3800+ | 2300 MHz   | 512 KiB  | 89W | 130nm      | Não  |

### Winchester
| Modelo          | Freqüência | Cache L2 | TDP | Tecnologia | SSE3 |
| --------------- | ---------- | -------- | --- | ---------- | ---- |
| Athlon 64 3000+ | 1800 MHz   | 512 KiB  | 67W | 90nm       | Não  |
| Athlon 64 3200+ | 2000 MHz   | 512 KiB  | 67W | 90nm       | Não  |
| Athlon 64 3500+ | 2200 MHz   | 512 KiB  | 67W | 90nm       | Não  |

### Venice
| Modelo          | Freqüência | Cache L2 | TDP        | Tecnologia | SSE3 |
| --------------- | ---------- | -------- | ---------- | ---------- | ---- |
| Athlon 64 3200+ | 2000 MHz   | 512 KiB  | 67W ou 89W | 90nm       | Sim  |
| Athlon 64 3500+ | 2200 MHz   | 512 KiB  | 67W ou 89W | 90nm       | Sim  |
| Athlon 64 3800+ | 2400 MHz   | 512 KiB  | 67W ou 89W | 90nm       | Sim  |

### San Diego
| Modelo          | Freqüência | Cache L2 | TDP | Tecnologia | SSE3 |
| --------------- | ---------- | -------- | --- | ---------- | ---- |
| Athlon 64 3500+ | 2200 MHz   | 512 KiB  | 67W | 90nm       | Sim  |
| Athlon 64 3700+ | 2200 MHz   | 1 MiB    | 89W | 90nm       | Sim  |
| Athlon 64 4000+ | 2400 MHz   | 1 MiB    | 89W | 90nm       | Sim  |

## Modelos Athlon 64 Soquete AM2 (HT1000)

### Orleans
| Modelo          | Freqüência | Cache L2 | TDP | Tecnologia | SSE3 |
| --------------- | ---------- | -------- | --- | ---------- | ---- |
| Athlon 64 3000+ | 1800 MHz   | 512 KiB  | 62W | 90nm       | Sim  |
| Athlon 64 3200+ | 2000 MHz   | 512 KiB  | 62W | 90nm       | Sim  |
| Athlon 64 3500+ | 2200 MHz   | 512 KiB  | 62W | 90nm       | Sim  |
| Athlon 64 3800+ | 2400 MHz   | 512 KiB  | 62W | 90nm       | Sim  |
| Athlon 64 4000+ | 2600 MHz   | 512 KiB  | 62W | 90nm       | Sim  |

### Lima
| Modelo          | Freqüência | Cache L2 | TDP | Tecnologia | SSE3 |
| --------------- | ---------- | -------- | --- | ---------- | ---- |
| Athlon 64 3500+ | 2200 MHz   | 512 KiB  | 45W | 65nm       | Sim  |
| Athlon 64 3800+ | 2400 MHz   | 512 KiB  | 45W | 65nm       | Sim  |

Depois do Athlon 64 vieram outros processadores com a mesma arquitetura, com fins diferentes:
- Turion 64: Processador para Laptops, com consumo de energia menor. Foi o primeiro a utilizar o soquete S1.
- Athlon 64 FX: Processador com o máximo de desempenho e com multiplicador de clock destravado. Perfeito para quem quer colocar o processador ao máximo.
- Athlon 64 X2: Primeiro processador de dois núcleos da AMD, veio para concorrer com o Pentium D da Intel.

## K10, a nova geração
Em 2007 a arquitetura Athlon 64 foi sucedida pela nova arquitetura K10, conhecido pelo nome de código Barcelona nos servidores, chegou também para os desktops com novo nome, AMD Phenom X4 e X3, e os novos Athlons X2 (o sufixo 64 foi retirado). O Athlon X2 será especificamente para o mercado low-end em Dual Core, e terá dois dos quatro núcleos desativados. Versões de 4 núcleos também tem previsão, com nome Athlon X4, diferenciando-se dos Phenom X4 pelo tamanho do cache. Estão previstos novas gerações de Dual Core puro (não derivado de outros produtos) o processador utilizará a arquitetura do Phenom II. Nenhum modelo Single Core foi anunciado, tornando assim, possivelmente o fim da carreira do modelo Single Core.